# Франкфурт-на-Майні-Південний
50°05′57″ пн. ш. 8°41′10″ сх. д. / 50.099204° пн. ш. 8.686163° сх. д.
Франкфурт-на-Майні-Південний (нім. Bahnhof Frankfurt (Main) Süd) — одна з трьох залізничних станцій що обслуговує потяги далекого прямування у Франкфурті, Німеччина. 
На відміну від Франкфурт-на-Майні-Головний, це не тупикова , а наскрізна станція, і має дев’ять колій із п’ятьма платформами. 

На станції зупиняються деякі потяги міжміського (ICE, IC) та регіонального сполучення (Regional-Express і RegionalBahn). 
Це також одна із основних пересадок у місті з S-Bahn та U-Bahn.

## Опис
Станція розташована в районі Заксенгаузен на південь від Майну. 
Від привокзальної площі Дістервегплац радіально відходять п’ять вулиць: Геддеріхштрасе на південний захід і північний схід, 
Дістервег на північний захід, що веде до Швейцер-плац, Штегштрассе на північ (веде до Айзернер-штег — Залізного мосту — для пішоходів) і Брюкенштрасе до на північний схід (веде до Альте-брюкке — Старого мосту). 
На площі Дістервегплац у вівторок і п'ятницю працює ринок.
У кварталі на захід від станції проходить Швайцерштрасе, головна вісь Заксенгаузена. 
Безпосередньо на північний схід від привокзальної площі, між Геддеріхштрассе і Тексторштрассе, було старе трамвайне депо Заксенгаузен, яке було закрито в 2003 році і з тих пір було демонтоване. 
Зараз тут розташований великий супермаркет і Франкфуртська міська бібліотека. 
Південний вихід зі станції веде до Мерфельдер-Ландштрасе.

## Операції

### Далекого прямування
| №      | Маршрут | Інтервал          |
| ------ | --- | ----------------- |
| ICE 13 | Берлін-Східний — Берлін-Головний — Берлін-Спандау — Брауншвейг-Головний — Гільдесгайм-Головний — Геттінген – Кассель-Вільгельмсгеє – Фульда – Франкфурт-на-Майні-Південний – Аеропорт Франкфурт | 120 хв            |
| ICE 22 | Гамбург-Альтона – Гамбург-Головний – Ганновер-Головний – Геттінген – Кассель-Вільгельмсгеє – Франкфурт-на-Майні-Південний – Дармштадт-Головний – Гайдельберг-Головний – Штутгарт-Головний | Один поїзд (Пт)   |
| IC 16  | Гайдельберг-Головний – Вайнгайм (Бергштрасе)-Головний – Геппенгайм (Бергштр) – Бенсгайм – Дармштадт – Франкфурт-на-Майні-Південний – Фульда – Кассель-Вільгельмсгеє – Геттінген – Берлін-Шпандау – Берлін-Головний – Берлін-Гезундбруннен – Еберсвальде-Головний – Пренцлау – Пазевальк – Анклам – Грайфсвальд – Штральзунд-Головний | Один поїзд (Пт)   |
| NJ     | Дюссельдорф-Головний – Кельн-Головний – Бонн-Головний – Кобленц-Головний – Майнц-Головний – Франкфуртський аеропорт – Франкфурт-на-Майні-Південний – Нюрнберг-Головний – Аугсбург-Головний – Мюнхен-Головний – Куфштайн – Вергль-Головний – Інсбрук-Головний                                                                         | Одна пара поїздів |
| NJ     | Дюссельдорф-Головний – Кельн-Головний – Бонн-Головний – Кобленц-Головний – Майнц-Головний – Франкфуртський аеропорт – Франкфурт-на-Майні-Південний – Нюрнберг-Головний – Пассау-Головний – Лінц-Головний – Санкт-Пельтен-Головний – Відень-Майдлінг – Відень-Головний                                                                | Одна пара поїздів |
| FLX 10 | Берлін-Головний – Берлін-Зюдкройц – Галле (Зале)-Головний – Ерфурт-Головний – Гота – Айзенах – Фульда – Франкфурт-на-Майні-Південний – Дармштадт-Головний – Вайнгайм (Бергштрасе)-Головний – Гайдельберг-Головний – Штутгарт-Головний                                                                                                | 1–2 пари поїздів  |

### Regional-ExpressтаRegionalbahn
| №     | Маршрут | Інтервал |
| ----- | --- | -------- |
| RE 50 | Франкфурт-Головний – Франкфурт-на-Майні-Південний – Оффенбах-Головний —Ганау-Головний – Фульда                                                               | 60 хв    |
| RB 51 | Франкфурт-Головний – Франкфурт-на-Майні-Південний – Оффенбах-Головний — Ганау-Головний — Лангензельбольд — Гельнгаузен — Вехтерсбах (–Бад-Зоден-Зальмюнстер) | 60 хв    |
| RE 54 | Франкфурт-Головний – Франкфурт-на-Майні-Південний – Маїнталь-Ост – Ганау (– Ашаффенбург-Головний – Вюрцбург-Головний – Бамберг)                              | 120 хв   |
| RE 55 | Франкфурт-Головний – Франкфурт-на-Майні-Південний – Оффенбах-Головний – Ганау (– Ашаффенбург-Головний – Вюрцбург-Головний – Бамберг)                         | 120 хв   |
| RB 58 | Франкфурт-Головний – Франкфурт-на-Майні-Південний – Маїнталь-Ост – Ганау – Ашаффенбург-Головний                                                              | 60 хв    |
| RE 85 | Франкфурт-Головний – Франкфурт-на-Майні-Південний – Маїнталь-Ост – Ганау — Бабенгаузен — Грос-Умштадт-Вібельсбах (— Ербах-ім-Оденвальд)                      | 120 хв   |
| S3    | Бад-Зоден (Таунус) – Франкфурт-Головний – Франкфурт-на-Майні-Південний – Ланген (Гесс) – Дармштадт-Головний                                                  | 30 хв    |
| S4    | Кронберг (Таунус) – Франкфурт-Головний – Франкфурт-на-Майні-Південний – Ланген (Гесс) – Дармштадт-Головний                                                   | 30 хв    |
| S5    | Фрідріксдорф – Бад-Гомбург – Франкфурт-Головний – Франкфурт-на-Майні-Південний                                                                               | 15 хв    |
| S6    | Фрідберг – Грос-Карбен – Бад-Фільбель – Франкфурт-Головний) – Франкфурт-на-Майні-Південний                                                                   | 15 хв    |